# Kuchu Tambo
Kuchu Tambo (auch Khuchu Tambo) ist eine Ortschaft im Departamento Chuquisaca im südamerikanischen Andenstaat Bolivien.

## Lage im Nahraum
Kuchu Tambo ist größter Ort des Kanton San Sebastián im Municipio Sucre in der Provinz Oropeza. Die Ortschaft liegt auf einer Höhe von 3052 m im nordwestlichen Teil der Hochebene der Hauptstadt Sucre.

## Geographie
Kuchu Tambo liegt östlich des Altiplano in der bolivianischen Cordillera Central. Das Klima ist ein gemäßigtes Höhenklima und ein typisches Tageszeitenklima, bei dem die mittlere Temperaturschwankung im Tagesverlauf stärker ausfällt als im Jahresverlauf.
Die Jahresdurchschnittstemperatur in der Region liegt bei etwa 16 °C (siehe Klimadiagramm Sucre), die Monatsdurchschnittswerte schwanken zwischen 14 °C im Juni/Juli und 17 °C im Oktober/November. Der Jahresniederschlag beträgt etwa 700 mm und weist fünf aride Monate von Mai bis September mit Monatswerten unter 25 mm auf, und eine deutliche Feuchtezeit von Dezember bis Februar mit Monatsniederschlägen zwischen 125 und 150 mm.

## Verkehrsnetz
Kuchu Tambo liegt in einer Entfernung von vierzehn Straßenkilometern nordwestlich von Sucre, der Hauptstadt des Departamentos.
Durch Sucre führt die 976 Kilometer lange Nationalstraße Ruta 6, die vom bolivianischen Tiefland an der Grenze zu Paraguay im Osten über Padilla nach Sucre und weiter nach Oruro im Hochland führt. Von Sucre aus führt die Straße vorbei am alten Flughafen von Sucre „Juana Azurduy de Padilla“ in nordwestlicher Richtung und erreicht sieben Kilometer nach Passieren des Flughafens die Ortschaft Kuchu Tambo.

## Bevölkerung
Die Einwohnerzahl der Ortschaft ist im vergangenen Jahrzehnt durch Neuansiedlung deutlich angestiegen:
| Jahr | Einwohner         | Quelle       |
| ---- | ----------------- | ------------ |
| 1992 | keine Detaildaten | Volkszählung |
| 2001 | 170               | Volkszählung |
| 2012 | 505               | Volkszählung |
| 2024 |                   | Volkszählung |

Die Region weist einen hohen Anteil an Quechua-Bevölkerung auf, im Municipio Sucre sprechen 61,6 Prozent der Bevölkerung Quechua.